# Rostnackad myrpitta
Rostnackad myrpitta (Grallaria nuchalis) är en fågel i familjen myrpittor inom ordningen tättingar.

## Utseende
Rostnackad myrpitta är en stor och praktfull medlem av familjen med knubbig kropp, kort stjärt och långa ben. Ovansidan är brun och undersidan skiffergrå, med djupt rostrött på hjässa och nacke som övergår i brunt på huvudet. Bakom ögat syns en liten ljus fläck. Könen är lika.

## Utbredning och systematik
Rostnackad myrpitta delas in i tre underarter:
- Grallaria nuchalis ruficeps – förekommer i Colombia (centrala Anderna och östra Andernas västsluttning)
- Grallaria nuchalis obsoleta – förekommer Andernas västsluttning i nordvästra Ecuador (Imbabura och Pichincha)
- Grallaria nuchalis nuchalis - förekommer i Andernas östsluttning i Ecuador och nordligaste Peru (Piura)

## Levnadssätt
Rostnackad myrpitta hittas i bergsskogar på mellan 2000 och 3000 meters höjd, framför allt i närheten av bambusnår. Fågeln håller sig på eller nära marken. Den är skygg och svår att få syn på. 

## Status och hot
Arten har ett stort utbredningsområde, men tros minska i antal, dock inte tillräckligt kraftigt för att den ska betraktas som hotad. Internationella naturvårdsunionen IUCN listar arten som livskraftig (LC).